# Left Behind (2014)
Left Behind ist ein US-amerikanischer Fantasyfilm von Vic Armstrong aus dem Jahr 2014. Er ist eine Neuverfilmung der gleichnamigen US-amerikanischen Bestseller-Reihe von Tim LaHaye und Jerry B. Jenkins. In Deutschland erschien der Film am 1. Dezember 2014 auf DVD und Blu-ray.

## Handlung
Die Studentin Chloe Steele, die an der University of Central Arkansas studiert, fliegt nach Hause, um ihren Vater, den Piloten Rayford Steele, zu überraschen. Ihre Mutter, Irene Steele, teilt ihr mit, dass ihr Vater es nicht schaffen würde. Chloe trifft den Reporter Cameron „Buck“ Williams.
Rayford spricht mit Chloe und sagt ihr, dass er kurzfristig nach London fliegen müsse. Die Tochter Chloe hat ein Problem damit, dass ihre Mutter seit kurzem überzeugte Christin ist. Chloe hat den Verdacht, dass die Ehe ihrer Eltern nicht mehr funktioniert. Ihr Vater flirtet mit der Flugbegleiterin Hattie Durham, und er trägt seinen Ehering auch nicht mehr. Chloe weiß, dass ihr Vater nach London zu einem U2-Konzert fliegt, und sie glaubt, er würde dort mit Durham Zeit verbringen.
Chloe geht mit ihrem Bruder in ein Einkaufszentrum, wo dieser plötzlich verschwindet. Nur seine Kleidung hält sie erschrocken noch in ihren Händen. Sie bemerkt, dass ihr Bruder nicht der Einzige war; überall im Einkaufszentrum und auch außerhalb liegen leere Kleiderhüllen. Sie sieht im Fernsehen, dass auf der ganzen Welt Menschen verschwinden und führerlose Transportmittel Schäden anrichten. 
Auf Rayfords Flug passiert zeitgleich dasselbe. So verschwinden u. a. der Kopilot Chris Smith, die Flugbegleiterin Kimmy und alle Kinder an Bord. An Bord bricht Panik aus. Ein führerloses Flugzeug auf Kollisionskurs beschädigt Rayfords Maschine und er entscheidet sich, nach New York zurückzukehren. Chloe findet heraus, dass ihre Mutter ebenso verschwunden ist. Pastor Bruce Barnes erzählt ihr, dass Gott alle wahrhaft Gläubigen von der dem Untergang geweihten Erde entfernt und ins Paradies befördert habe. Der Pastor erklärt Chloe seinen eigenen Verbleib damit, dass er selbst ein Ungläubiger sei, der nicht an seine Predigten geglaubt habe. Rayford zieht mittlerweile dieselben Schlüsse wie der Pastor und versucht nun, wenigstens die Maschine mit den verbliebenen Personen heil zu landen.
Chloe, die von einer Brücke aus Selbstmord begehen möchte, telefoniert noch einmal mit ihrem Vater. Dieser bittet sie, ihm zu helfen. Sie schafft es, einen Landeplatz für das Flugzeug zu finden und zu räumen (ein neuer Highway, an dem noch gebaut wird). Ihr Vater kann die Maschine sicher landen und die Passagiere retten. Die Welt steht in Flammen, und er sagt, es sei das Ende der Welt. Chloe sagt ihm, dies sei erst der Anfang.

## Kritik
Left Behind erhielt fast ausschließlich negative Kritiken. Auf Rotten Tomatoes hat der Film eine Bewertung von nur 2 %, basierend auf 62 Kritiken. Auf Metacritic hat der Film eine Bewertung von 12 % (basierend auf 25 Kritiken).
Richard Roeper schrieb, dass das Drehbuch entsetzlich sei, die Regie miserabel, die Spezialeffekte nicht special und das Schauspielern so hölzern, dass man damit eine Basketballhalle auslegen könne.
Linda Barnard vom Toronto Star schrieb, dass man Left Behind für einen Trash-Film und eine Parodie wie Sharknado halten könne. Der Film sei jedoch todernst gemeint.
Den Autoren Tim LaHaye und Jerry Jenkins gefiel der Film.

## Auszeichnungen
Left Behind wurde für drei Goldene Himbeeren nominiert:
- Schlechtester Film
- Schlechtestes Drehbuch
- Schlechtester Schauspieler (Nicolas Cage)[8]

## Fortsetzung
Unter der Regie von Kevin Sorbo wurde die Fortsetzung Left Behind: Rise of the Antichrist fertiggestellt. Die Story setzt rund sechs Monate nach dem Ende des ersten Films ein. In der Hauptrolle ist Regisseur Sorbo zu sehen. Der Film wird auf dem Marché du film im Jahr 2022 zu sehen sein.